# Saint-Christophe-sur-Dolaizon
Pour les articles homonymes, voir Saint-Christophe et Dolaizon (homonymie).
Saint-Christophe-sur-Dolaizon, orthographié Saint-Christophe-sur-Dolaison avant le 1er janvier 2025, est une commune française située dans le département de la Haute-Loire en région Auvergne-Rhône-Alpes.

## Géographie

### Localisation
La commune de Saint-Christophe-sur-Dolaizon se trouve dans le département de la Haute-Loire, en région Auvergne-Rhône-Alpes. La commune, traversée par le 45e parallèle nord, est de ce fait située à égale distance du pôle Nord et de l'équateur terrestre (environ 5 000 km).
Saint-Christophe-sur-Dolaizon est une commune rurale de montagne située dans le Massif central, sur le plateau du Devès, et sur le cours du Dolaizon.
Son altitude varie de 763 à 1 069 mètres, sa mairie se trouvant à 911 mètres.
Elle se situe à 11 km par la route du Puy-en-Velay, préfecture du département, et à 8 km de Cussac-sur-Loire, bureau centralisateur du canton du Velay volcanique dont dépend la commune depuis 2015 pour les élections départementales.
Les communes les plus proches sont : Bains (3,8 km), Ceyssac (4,7 km), Séneujols (5,1 km), Cussac-sur-Loire (5,1 km), Vals-près-le-Puy (5,5 km), Solignac-sur-Loire (6,1 km), Espaly-Saint-Marcel (6,3 km), Sanssac-l'Église (6,9 km).
|           | Ceyssac                       | Vals-près-le-Puy   |
| Bains     | Saint-Christophe-sur-Dolaizon | Cussac-sur-Loire   |
| Séneujols | Cayres                        | Solignac-sur-loire |

### Climat
Pour des articles plus généraux, voir Climat d'Auvergne-Rhône-Alpes et Climat de la Haute-Loire.
En 2010, le climat de la commune est de type climat des marges montargnardes, selon une étude du Centre national de la recherche scientifique s'appuyant sur une série de données couvrant la période 1971-2000. En 2020, Météo-France publie une typologie des climats de la France métropolitaine dans laquelle la commune est exposée à un climat de montagne ou de marges de montagne et est dans la région climatique Sud-est du Massif Central, caractérisée par une pluviométrie annuelle de 1 000 à 1 500 mm, minimale en été, maximale en automne.
Pour la période 1971-2000, la température annuelle moyenne est de 8,1 °C, avec une amplitude thermique annuelle de 16 °C. Le cumul annuel moyen de précipitations est de 749 mm, avec 8,3 jours de précipitations en janvier et 6,7 jours en juillet. Pour la période 1991-2020, la température moyenne annuelle observée sur la station météorologique de Météo-France la plus proche, « Solignac-sur-Loire », sur la commune de Solignac-sur-Loire à 6 km à vol d'oiseau, est de 9,3 °C et le cumul annuel moyen de précipitations est de 759,7 mm,. Pour l'avenir, les paramètres climatiques de la commune estimés pour 2050 selon différents scénarios d'émission de gaz à effet de serre sont consultables sur un site dédié publié par Météo-France en novembre 2022.

## Urbanisme

### Typologie
Au 1er janvier 2024, Saint-Christophe-sur-Dolaizon est catégorisée commune rurale à habitat dispersé, selon la nouvelle grille communale de densité à sept niveaux définie par l'Insee en 2022.
Elle est située hors unité urbaine. Par ailleurs la commune fait partie de l'aire d'attraction du Puy-en-Velay, dont elle est une commune de la couronne,. Cette aire, qui regroupe 59 communes, est catégorisée dans les aires de 50 000 à moins de 200 000 habitants,.

### Occupation des sols
L'occupation des sols de la commune, telle qu'elle ressort de la base de données européenne d’occupation biophysique des sols Corine Land Cover (CLC), est marquée par l'importance des territoires agricoles (94,8 % en 2018), une proportion sensiblement équivalente à celle de 1990 (94,2 %). La répartition détaillée en 2018 est la suivante : 
prairies (49,2 %), zones agricoles hétérogènes (45,3 %), forêts (4,1 %), zones urbanisées (1,1 %), terres arables (0,3 %). L'évolution de l’occupation des sols de la commune et de ses infrastructures peut être observée sur les différentes représentations cartographiques du territoire : la carte de Cassini (XVIIIe siècle), la carte d'état-major (1820-1866) et les cartes ou photos aériennes de l'IGN pour la période actuelle (1950 à aujourd'hui).

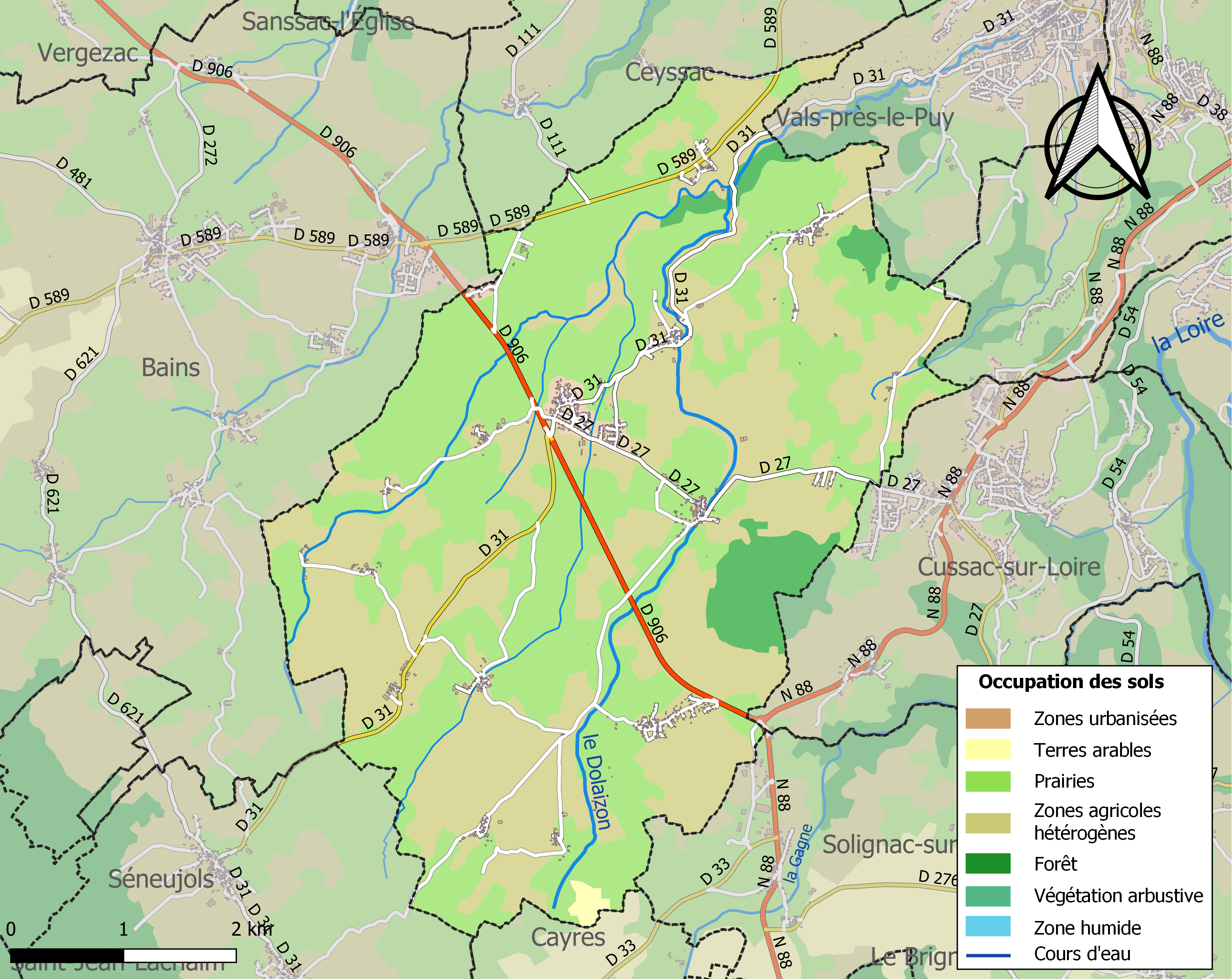
Carte des infrastructures et de l'occupation des sols de la commune en 2018 (CLC).

### Habitat et logement
En 2018, le nombre total de logements dans la commune était de 489, alors qu'il était de 469 en 2013 et de 441 en 2008.
Parmi ces logements, 83,1 % étaient des résidences principales, 5,1 % des résidences secondaires et 11,7 % des logements vacants. Ces logements étaient pour 96,7 % d'entre eux des maisons individuelles et pour 2,9 % des appartements.
Le tableau ci-dessous présente la typologie des logements à Saint-Christophe-sur-Dolaizon en 2018 en comparaison avec celle de la Haute-Loire et de la France entière. Une caractéristique marquante du parc de logements est ainsi une proportion de résidences secondaires et logements occasionnels (5,1 %) inférieure à celle du département (16,1 %) mais supérieure à celle de la France entière (9,7 %). Concernant le statut d'occupation de ces logements, 84,4 % des habitants de la commune sont propriétaires de leur logement (86 % en 2013), contre 70 % pour la Haute-Loire et 57,5 pour la France entière.
| Typologie                                               | Saint-Christophe-sur-Dolaizon | Haute-Loire | France entière |
| ------------------------------------------------------- | ----------------------------- | ----------- | -------------- |
| Résidences principales (en %)                           | 83,1                          | 71,5        | 82,1           |
| Résidences secondaires et logements occasionnels (en %) | 5,1                           | 16,1        | 9,7            |
| Logements vacants (en %)                                | 11,7                          | 12,4        | 8,2            |

## Toponymie
Anciennes mentions : Parochia S. Christofori (1163), La gleisa de S.-Cristofol (vers 1204), Crumiliac (1238), S.-Chrestofol (1408), Territorium S. Christofori, alias de Crumilhac (1470), Turris S. Christofori (1510), Vicaria S. Preiecti in ecclesia S. Christofori (1516), S.-Christofou (1534), La Tour de S.-Christophe (1594), Christophe-la-Montagne, Montpelé (1793).
Le 8 août 2024, la modification du nom de la commune en Saint-Christophe-sur-Dolaizon est parue au Journal officiel pour une date d'effet au 1er janvier 2025, ce qui permettra de se mettre en correspondance avec l'orthographe du ruisseau éponyme.

## Histoire
Les plus anciennes traces de peuplement connues sur la municipalité remontent au néolithique (poteries décorées après cuisson de motifs géométrique).
Son église romane date du XIIe siècle, et elle fut desservie dès 1161 par les hospitaliers du Puy, puis en 1204 par les templiers de la même ville.
La seigneurie et le château apparaissent dès le XIVe siècle dans diverses pièces d'archives[Lesquelles ?].
En 1580, le seigneur de Talode (bourg aujourd'hui rattaché à Saint-Christophe), accompagné de Louis, Antoine et Pons de La Tour de Bains, pour se venger d'un certain juge Bertrand qui avait fait emprisonner un de leurs amis, violent son épouse, qui en meurt peu après[réf. nécessaire].
Au cours de la période révolutionnaire de la Convention nationale (1792-1795), la commune a porté les noms de Christophe, Christophe-la-Montagne ou Mont-Pelé.

## Politique et administration

### Découpage territorial
La commune de Saint-Christophe-sur-Dolaizon est membre de la communauté d'agglomération du Puy-en-Velay, un établissement public de coopération intercommunale (EPCI) à fiscalité propre créé le 26 décembre 2016 dont le siège est à Le Puy-en-Velay. Ce dernier est par ailleurs membre d'autres groupements intercommunaux.
Sur le plan administratif, elle est rattachée à l'arrondissement du Puy-en-Velay, au département de la Haute-Loire, en tant que circonscription administrative de l'État, et à la région Auvergne-Rhône-Alpes.
Sur le plan électoral, elle dépend du canton du Velay volcanique pour l'élection des conseillers départementaux, depuis le redécoupage cantonal de 2014 entré en vigueur en 2015, et de la deuxième circonscription de la Haute-Loire   pour les élections législatives, depuis le redécoupage électoral de 1986.

### Liste des maires
| Période                                  | Période  | Identité     | Étiquette | Qualité |
| ---------------------------------------- | -------- | ------------ | --------- | ------- |
| 2014                                     | En cours | Daniel Boyer |           |         |
| Les données manquantes sont à compléter. |          |              |           |         |

## Population et société

### Démographie

#### Évolution démographique
L'évolution du nombre d'habitants est connue à travers les recensements de la population effectués dans la commune depuis 1793. Pour les communes de moins de 10 000 habitants, une enquête de recensement portant sur toute la population est réalisée tous les cinq ans, les populations de référence des années intermédiaires étant quant à elles estimées par interpolation ou extrapolation. Pour la commune, le premier recensement exhaustif entrant dans le cadre du nouveau dispositif a été réalisé en 2007.

En 2022, la commune comptait 937 habitants, en évolution de −1,58 % par rapport à 2016 (Haute-Loire : +0,36 %, France hors Mayotte : +2,11 %).
| 1793 | 1800 | 1806 | 1821  | 1831  | 1836 | 1841 | 1846 | 1851 |
| ---- | ---- | ---- | ----- | ----- | ---- | ---- | ---- | ---- |
| 811  | 612  | 758  | 1 017 | 1 046 | 890  | 800  | 932  | 928  |

| 1856 | 1861 | 1866 | 1872 | 1876 | 1881  | 1886  | 1891 | 1896  |
| ---- | ---- | ---- | ---- | ---- | ----- | ----- | ---- | ----- |
| 894  | 919  | 912  | 919  | 925  | 1 013 | 1 092 | 995  | 1 001 |

| 1901 | 1906 | 1911 | 1921 | 1926 | 1931 | 1936 | 1946 | 1954 |
| ---- | ---- | ---- | ---- | ---- | ---- | ---- | ---- | ---- |
| 986  | 988  | 949  | 892  | 854  | 812  | 771  | 697  | 634  |

| 1962 | 1968 | 1975 | 1982 | 1990 | 1999 | 2006 | 2007 | 2012 |
| ---- | ---- | ---- | ---- | ---- | ---- | ---- | ---- | ---- |
| 606  | 562  | 665  | 834  | 919  | 911  | 935  | 938  | 960  |

| 2017 | 2022 | - | - | - | - | - | - | - |
| ---- | ---- | - | - | - | - | - | - | - |
| 953  | 937  | - | - | - | - | - | - | - |

#### Pyramide des âges
La population de la commune est relativement jeune.
En 2018, le taux de personnes d'un âge inférieur à 30 ans s'élève à 31,6 %, soit au-dessus de la moyenne départementale (31 %). À l'inverse, le taux de personnes d'âge supérieur à 60 ans est de 27,7 % la même année, alors qu'il est de 31,1 % au niveau départemental.
En 2018, la commune comptait 491 hommes pour 465 femmes, soit un taux de 51,36 % d'hommes, largement supérieur au taux départemental (49,13 %).
Les pyramides des âges de la commune et du département s'établissent comme suit.
| Hommes | Classe d’âge | Femmes |
| ------ | ------------ | ------ |
| 0,2    | 90 ou +      | 0,4    |
| 5,9    | 75-89 ans    | 8,0    |
| 21,1   | 60-74 ans    | 19,7   |
| 26,1   | 45-59 ans    | 22,3   |
| 14,9   | 30-44 ans    | 18,1   |
| 14,9   | 15-29 ans    | 12,3   |
| 16,9   | 0-14 ans     | 19,2   |

| Hommes | Classe d’âge | Femmes |
| ------ | ------------ | ------ |
| 0,9    | 90 ou +      | 2,5    |
| 8,4    | 75-89 ans    | 11,7   |
| 20,4   | 60-74 ans    | 20,5   |
| 21,3   | 45-59 ans    | 20,3   |
| 16,8   | 30-44 ans    | 16,3   |
| 15,2   | 15-29 ans    | 13,2   |
| 17     | 0-14 ans     | 15,6   |

## Économie
Saint-Christophe-sur-Dolaizon est une commune du territoire de l'appellation d'origine contrôlée (AOC) Lentille verte du Puy.

### Revenus
En 2018, la commune compte 387 ménages fiscaux, regroupant 915 personnes. La médiane du revenu disponible par unité de consommation est de 20 880 € (20 800 € dans le département).

### Emploi
| Division       | 2008  | 2013  | 2018  |
| -------------- | ----- | ----- | ----- |
| Commune        | 4 %   | 4,1 % | 5,7 % |
| Département    | 6,3 % | 7,7 % | 7,7 % |
| France entière | 8,3 % | 10 %  | 10 %  |

En 2018, la population âgée de 15 à 64 ans s'élève à 597 personnes, parmi lesquelles on compte 78,8 % d'actifs (73,1 % ayant un emploi et 5,7 % de chômeurs) et 21,2 % d'inactifs,. Depuis 2008, le taux de chômage communal (au sens du recensement) des 15-64 ans est inférieur à celui de la France et du département.
La commune fait partie de la couronne de l'aire d'attraction du Puy-en-Velay, du fait qu'au moins 15 % des actifs travaillent dans le pôle,. Elle compte 125 emplois en 2018, contre 137 en 2013 et 129 en 2008. Le nombre d'actifs ayant un emploi résidant dans la commune est de 445, soit un indicateur de concentration d'emploi de 28 % et un taux d'activité parmi les 15 ans ou plus de 61,2 %.
Sur ces 445 actifs de 15 ans ou plus ayant un emploi, 95 travaillent dans la commune, soit 21 % des habitants. Pour se rendre au travail, 87,6 % des habitants utilisent un véhicule personnel ou de fonction à quatre roues, 5,6 % s'y rendent en deux-roues, à vélo ou à pied et 6,8 % n'ont pas besoin de transport (travail au domicile).

## Culture locale et patrimoine

### Lieux et monuments

#### L’église Saint-Christophe (XIIesiècle)
Elle est mentionnée dès 1161 par les hospitaliers du Puy et en 1204 par les templiers. Elle a été classée monument historique le 16 septembre 1907.

#### Le four banal
Dans le village, en bordure de la D 31, on peut voir les restes d'un four banal où chaque famille venait cuire son pain à tour de rôle. Les tourtes préparées dans des « paillas » à la ferme étaient apportées par les femmes, tandis que les hommes chauffaient le four avec des fagots de bois de pin. Une fois la chaleur nécessaire atteinte, la sole du four était nettoyée des braises et le pain enfourné. La porte était luttée avec de la bouse de vache pour assurer l'étanchéité. Au bout de trois heures, le pain, convenablement cuit, était défourné. Bien refermé, les braises conservées devant le four, celui-ci attendait le lendemain qu'un voisin prenne la suite. Chacun cuisait ainsi son pain pour deux à trois semaines.

### Le chemin de Compostelle
Saint-Christophe-sur-Dolaizon est la troisième commune traversée par la via Podiensis du pèlerinage de Saint-Jacques-de-Compostelle. On vient du Vals-près-le-Puy, la prochaine commune est Bains.

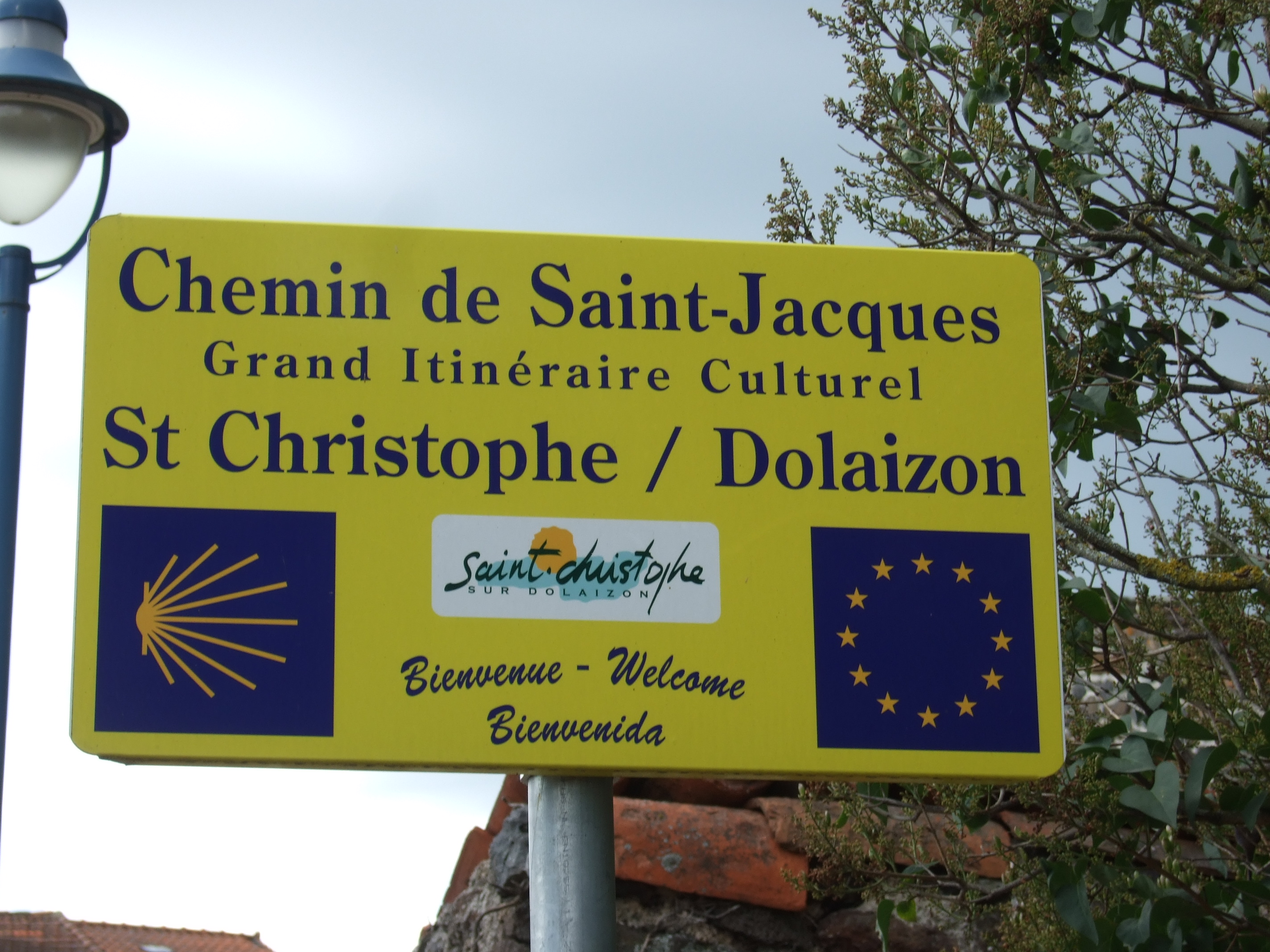
Sur le chemin de Compostelle
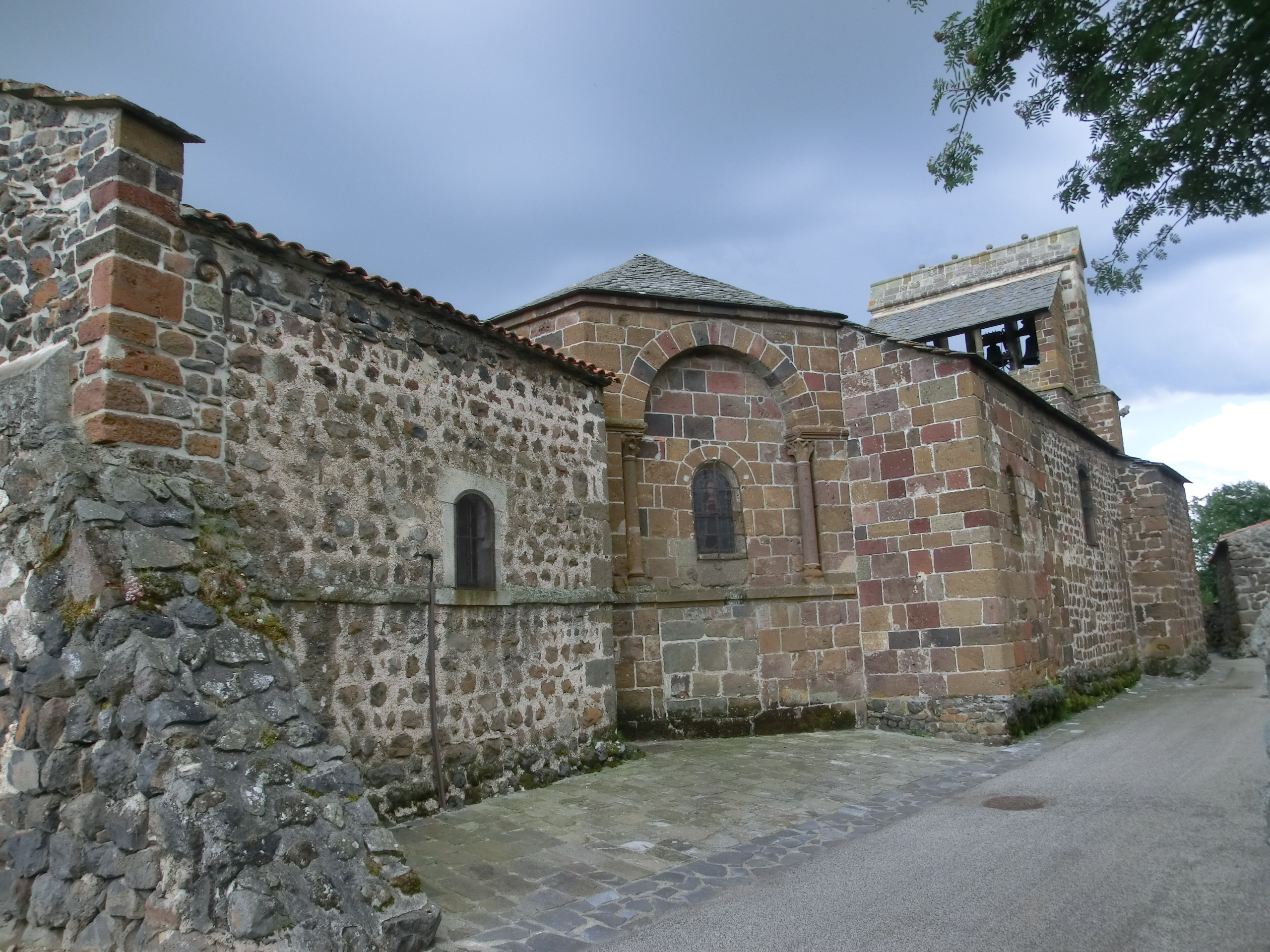
Le chemin de Compostelle
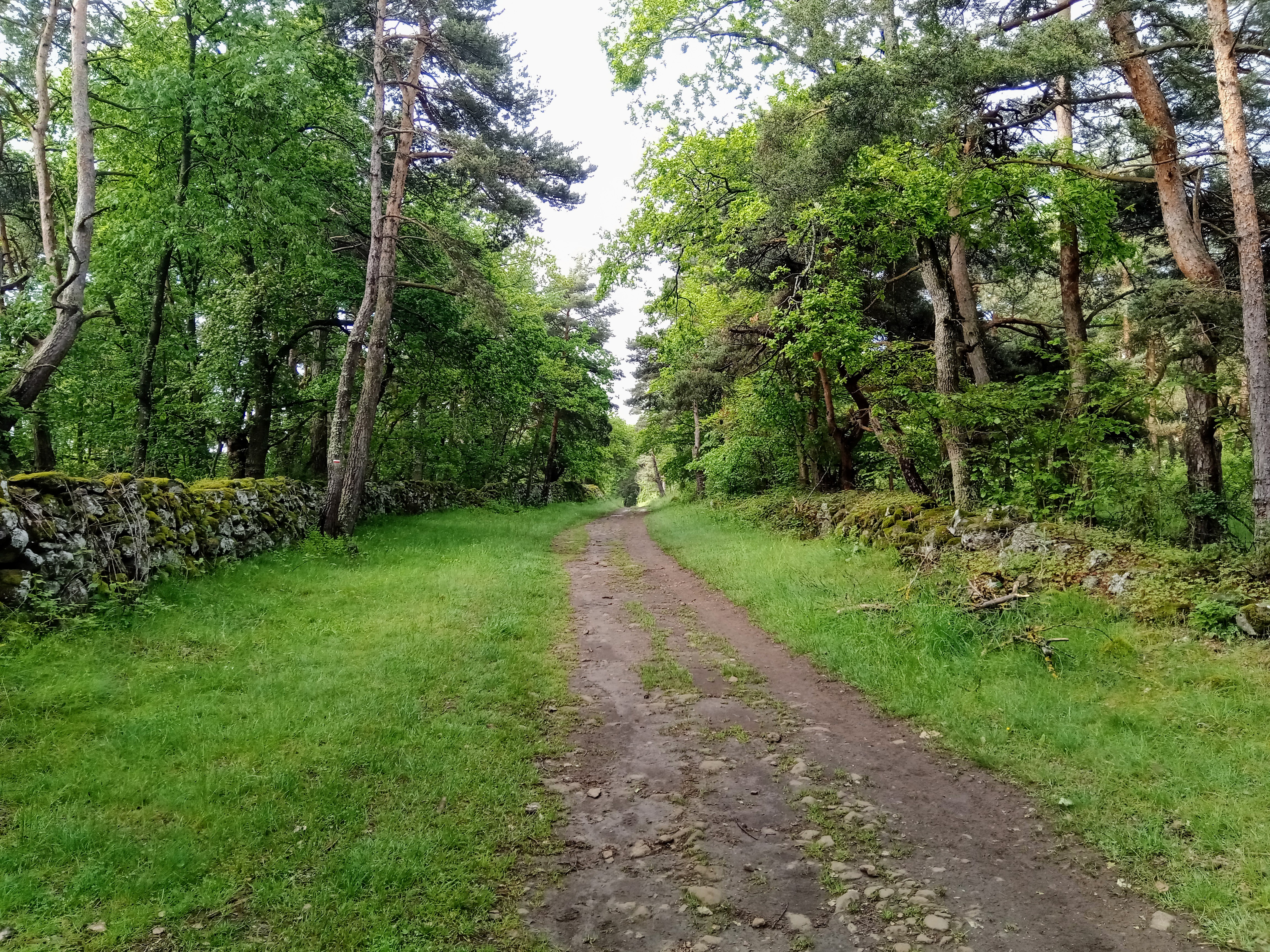
Le chemin au nord du village